# La misma porquería
La Misma Porquería es el primer disco recopilatorio de la banda de rock uruguaya El Cuarteto de Nos y sexto cronológicamente. Fue lanzado en disco de vinilo, CD y casete por el sello Orfeo en 1995.

## Lista de canciones
| N.º   | Título                       | Escritor(es)               | Duración |  |
| 1.    | «Juan Bojorge Ocorbojón»     | Santiago Tavella           | 2:38     |  |
| 2.    | «El Guardián del Zoo»        | Roberto Musso              | 2:23     |  |
| 3.    | «Andamio Pijuán»             | Roberto Musso              | 2:57     |  |
| 4.    | «La Paranoica»               | Santiago Tavella           | 3:15     |  |
| 5.    | «La Prima»                   | Roberto Musso              | 3:36     |  |
| 6.    | «No me rompas más los cocos» | Roberto Musso, Andrés Bedó | 3:42     |  |
| 7.    | «El Pelo Jamón»              | Santiago Tavella           | 3:00     |  |
| 8.    | «El Gordo y el Alfajor»      | Ricardo Musso              | 3:34     |  |
| 9.    | «Cuna de Colores»            | Roberto Musso              | 3:19     |  |
| 10.   | «Las Viejas del Cuarteto»    | Roberto Musso              | 3:59     |  |
| 11.   | «Canción de Amor»            | Roberto Musso              | 3:06     |  |
| 12.   | «La Bombi»                   | Santiago Tavella           | 3:51     |  |
| 13.   | «Al Cielo No»                | Roberto Musso              | 4:38     |  |
| 14.   | «Corazón Maricón»            | Santiago Tavella           | 4:09     |  |
| 15.   | «La Familia Berrantes»       | Roberto Musso              | 3:10     |  |
| 51:27 |                              |                            |          |  |

## Personal
- Roberto Musso: voz y segunda guitarra.
- Ricardo "Riki" Musso: guitarra principal y voz.
- Santiago Tavella: bajo y voz.
- Álvaro "Alvin" Pintos: batería.
- Andrés Bedó: teclados y sampler.

- Datos: Q5967372